# Менувиль
Менувиль (фр. Menouville) — муниципалитет во Франции, в регионе Иль-де-Франс, департамент Валь-д'Уаз. Население — 84 человек (1999).
Муниципалитет расположен на расстоянии около 38 км северо-западнее Парижа, 14 км севернее Сержи.

## Демография
Динамика населения (Cassini и INSEE):